# Плезант Вю
Плезант Вю (на английски: Pleasant View) е град в окръг Уебър, щата Юта, САЩ. Плезант Вю е с население от 5632 жители (2000) и обща площ от 17,4 km². Намира се на 1341 m надморска височина. ЗИП кодът му е 84404, 84414, а телефонният му код е 801.